# Kesra (délégation)
Pour les articles homonymes, voir Kesra.
Kesra est une délégation tunisienne dépendant du gouvernorat de Siliana.
En 2004, elle compte 17 763 habitants dont 9 214 hommes et 8 549 femmes répartis dans 3 392 ménages et 3 698 logements.